# كونور ماينارد
كونور ماينارد (بالإنجليزية: Conor Maynard) (و. 1992  م) هو مغني، ومغن مؤلف، وشاعر، وكاتب، ويوتيوبي بريطاني، ولد في برايتون.

## وصلات خارجية
- كونور ماينارد على موقع IMDb (الإنجليزية)
- كونور ماينارد على موقع ميوزك برينز (الإنجليزية)
- كونور ماينارد على موقع أول ميوزيك (الإنجليزية)
- كونور ماينارد على موقع ديسكوغز (الإنجليزية)
- كونور ماينارد على موقع قاعدة بيانات الفيلم (الإنجليزية)
- كونور ماينارد في قاعدة بيانات الأفلام على الإنترنت